# Hamhung
Hamhŭng (en coreà: 함흥시) (en McCune-Reischauer: Hamhŭng-si) (en hanja: 咸興市) és amb 874.000 habitants, la segona ciutat més poblada de Corea del Nord, després de Pyongyang, i la capital de la província de Hamgyŏng del Sud.
La ciutat es travessada pel riu Songchon. És un centre de comuniacions ferroviàries, aeroportuari i de carreteres. Es va veure afectada de manera important per la guerra de Corea, especialment pels combats violents que hi van tenir lloc a l'octubre de 1950. Hamhŭng fou reconstruïda ràpidament després de la Guerra de Corea l'any 1953.